# Твёрдая Рука
«Твёрдая Рука́» (фр. La Main-Ferme) — приключенческий роман французского писателя Гюстава Эмара, написанный в 1862 году.

## Сюжет
Время действия романа — период североамериканской интервенции в Мексике. Главный герой — охотник по прозвищу Твёрдая Рука.